# 斯波詮真
斯波詮真（しば あきざね，大永4年（1524年）-天正6年（1578年））是日本戰國時代陸奥国的戰國大名。奥南落穂集記載為高水寺斯波氏的当主。官至民部少輔。但是其名在『續群書類從』和「奥州斯波系圖」中並沒有被記載。父親是斯波經詮。兒子是詮直。女兒嫁給了高田吉兵衛（後來的中野康實）。
因为与南部氏对立而使得优势愈演愈烈，因此只能收南部氏一族九户政实之弟高田康真为婿养子，之后因为谋反而在天正14年（1585年）投降南部氏。